# Birgitta Karlsdotter (Bonde)

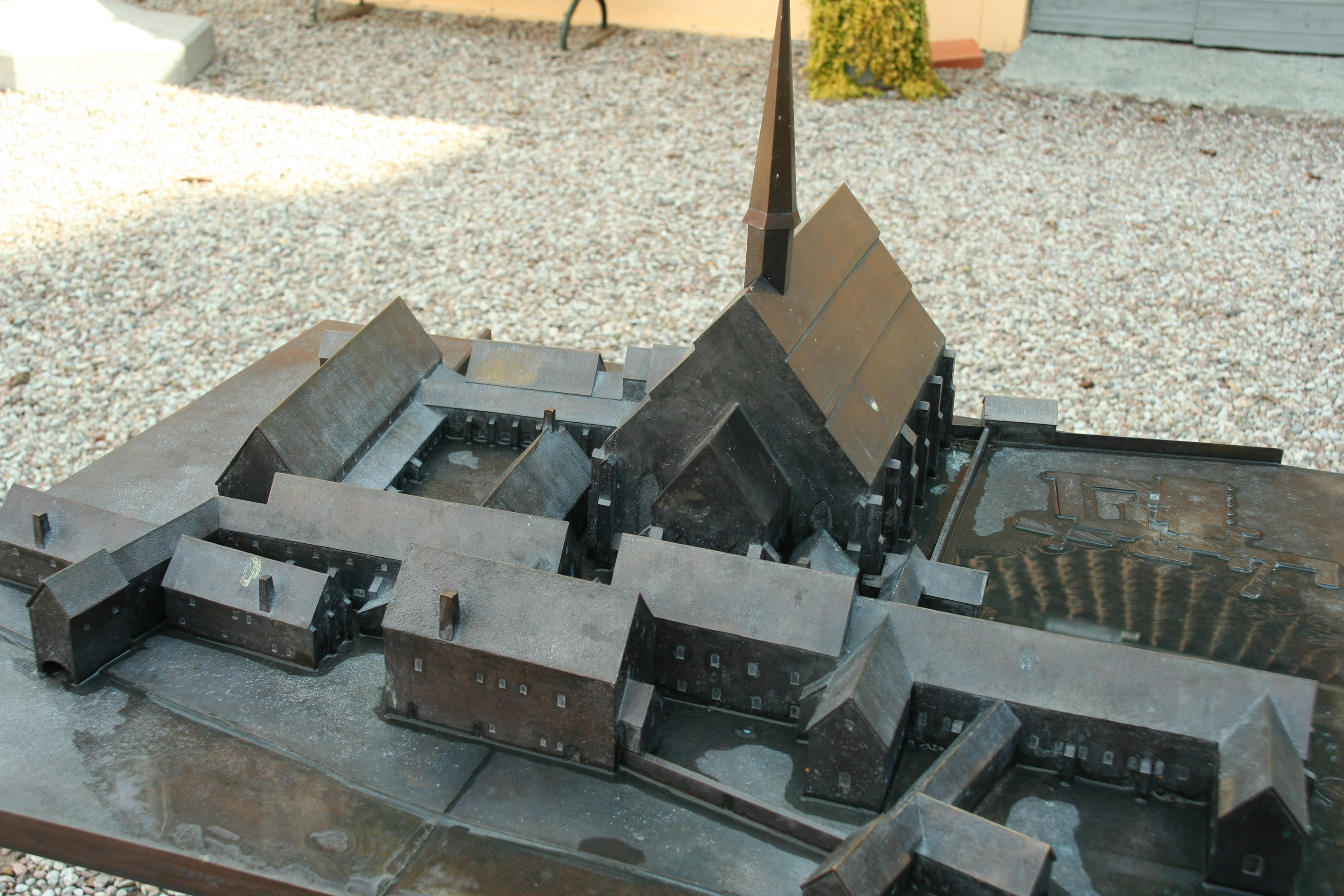
Modell av Vadstena klosters byggnader omkring 1450. Den norra delen (till vänster) tillhörde systrarna och den södra delen (till höger) bröderna.

Birgitta Karlsdotter (Bonde), född 1446, död 14 april 1469 i Vadstena kloster, var en svensk prinsessa och katolsk birgittinnunna.  
Hon inträdde i birgittinorden som nunna i Vadstena kloster vid åtta års ålder, 1455.

## Biografi
Birgitta Karlsdotter föddes som dotter till kung Karl Knutsson (Bonde) och drottning Katarina Karlsdotter (Gumsehuvud).    
Birgitta överlämnades till Vadstena kloster som en försoningsgest av sin far, kung Karl. Han hade länge befunnit sig i konflikt med klostret, särskilt sedan han hade avsatt abbedissan och konfessorn år 1452. År 1454, då Birgitta var åtta år, ansökte kungen om påvens dispens att få sätta sin dotter i kloster trots hennes ålder, och anhöll hos abbedissan om att få placera Birgitta som novis i klostret under ett provår. Birgitta vigdes till nunna vid åtta års ålder söndagen den 25 februari 1455 av ärkebiskop Jöns Bengtsson av Uppsala tillsammans med fyra andra flickor. Hennes invigning firades med stora högtidligheter i närvaro av kungen och hela hovet, och det nämns särskilt att klausuren bröts då både könen därmed blandades i klostret. Klostret pryddes med gobelänger och Birgitta åtföljdes av musik ända fram till porten, för att som det sades, inget skulle saknas av det hon nu skulle avstå ifrån. Hon ska inte ha uppvisat någon sorg, utan full av entusiasm rusat från sin fars armar till abbedissan Katarina Bengtsdotter.    
Hennes invigning har beskrivits utförligt i Vadstenadiariet:  
"25 februari. Matthias' apostelns dag, vigdes av den vördige fadern ärkebiskopen konungens dotter, nämligen Birgitta Karlsdotter, och jämte henne fyra andra jungfrur, nämligen Margareta, dotter till riddaren Karl Kristiernsson, Birgitta, Petrus Iherkes dotter, Katarina Andrisdotter och Helena Vivastsdotter. Och jämte dessa vigdes broder Olav Johannesson till diakontjänst. Vid dessa jungfrurs vigning bröts klausuren. Ty först inträdde konung Karl, med krona på huvudet, i brödernas kor, och stannade där under hela denna tjänst, iförd en fin, vit dräkt och kåpa. Och då evangeliet hade bort läsas sade han själv: »Herren vare med eder!» och sekvensen ur det heliga evangeliet enligt Johannes. Sedan det svarats: »Ära vare Dig, Herre!» lästes hela evangelietexten för övrigt av herr biskop Nikolaus i Linköping. Och flera hans underlydande inträdde jämte honom. Därefter kommo ärkebiskopen i Lund utan infula, men herrar biskopar i Linköping och Strängnäs med infula och den valde biskopen i Västerås med sina kaniker, stående mitt på stengolvet utanför koret på för dem på övligt sätt berett rum. Koret och en del av kyrkgolvet ända till systrarnas port var helt täckt med bonader och kläde. Vid dessas invigning var stor ståt av fruar och jungfrur, med blåsinstrument och annat spel, vilket allt ledde och föregick jungfrurna ända till porten, där de skulle inträda. Hos konungadottern syntes ej stolthet och löje eller sorg, utan sinnesro och andakt, då hon mottog dräkten. Men då hon förtroddes abbedissan, ville hon skynda ur sin faders armar och komma till systrarna, som stodo inne i klostret, och hon lade i dagen längtan och lust att inträda i klostret"
Diariets text ligger till grund för Verner von Heidenstams berättelse "Den lilla systern" i Svenskarna och deras hövdingar, del I (1908). 
Birgitta tycks ha levt ett lugnt liv i klostret. Det finns inga ytterligare anteckningar om hennes liv i Vadstenadiariet före hennes död vid 22 års ålder 1469. Birgitta var inte den enda kvinna i liknande samhällsställning som ingått i Vadstena kloster: även furstinnan Ingeborg av Holstein, Birgitta Stensdotter (död 1536), dotter till Sveriges regent Sten Sture den äldre, och Anna Eriksdotter (Vasa) (1503-1545), syster till kung Gustav Vasa, blev medlemmar i Vadstena kloster.

## Fotnoter
1. ↑  Vadstena klosters minnesbok microform : Diarium vazstenense